# 桑西 (约讷省)
桑西（法語：Censy，法語發音：[sɑ̃si]）是法国勃艮第-弗朗什-孔泰大区约讷省的一个市镇，属于阿瓦隆区。

## 地理
桑西（47°41'49"N, 4°2'30"E）面积4.86 平方千米，位于法国勃艮第-弗朗什-孔泰大區约讷省，该省份为法国中北部内陆省份，西接卢瓦雷省，西北接塞纳-马恩省，南至涅夫勒省，东临科多尔省，东北与奥布省接壤。
与桑西接壤的市镇（或旧市镇、城区）包括：托内鲁瓦地区穆兰、茹昂西、努瓦耶、帕西伊、萨里。

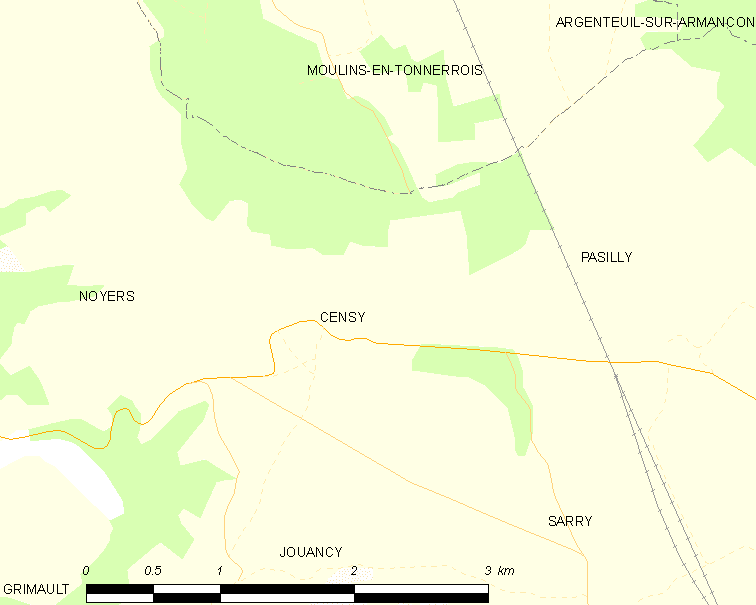
的OSM定位图

桑西的时区为UTC+01:00、UTC+02:00（夏令时）。

## 行政
桑西的邮政编码为89310，INSEE市镇编码为89064。

## 政治
桑西所属的省级选区为沙布利县。

## 人口

1962-2008年间人口变化图示

桑西于2022年1月1日时的人口数量为54人。